# Gradišče na Kozjaku
Gradišče na Kozjaku – wieś w Słowenii, w gminie Selnica ob Dravi. W 2018 roku liczyła 172 mieszkańców.